# Mike Sorber
Michael Steven "Mike" Sorber (Florissant, Missouri, 14 de maio de 1971) é um ex-futebolista norte-americano que atuava como meio-campista.

## Carreira

### Univ. de St Louis
Como quase todo futebolista dos Estados Unidos, Sorber iniciou sua trajetória no futebol em campeonatos universitários, representando a Universidade de St. Louis, onde estudava. Em 1994, ano em que se profissionalizou, se formou em comunicação, com especialização em direito criminal. 

### Pumas Unam
Pouco depois, assinaria contrato com o UNAM Pumas, tendo atuado até 1996 pela equipe mexicana. Foram 51 partidas e um gol assinalado.

### Futebol norte-americano
Em 1996, voltou aos EUA para defender o Kansas City Wizards (mais tarde Sporting Kansas City), onde disputou 28 partidas, marcando quatro gols. Ainda teve passagem bem-sucedida pelo MetroStars (atual Red Bull New York), entre 1997 e 1999.
Sorber ainda contratado pelo New England Revolution em fevereiro de 2000, mas sequer entrou em campo pelos Revs. Pouco depois, foi contratado pelo Chicago Fire, no superdraft de 2001. 
Pelo clube de Chicago, disputou 24 jogos, marcando um gol. Dispensado pelo Fire no final da temporada, Sorbs, frustrado por não encontrar outro time para continuar sua carreira, pendura as chuteiras aos trinta anos.

## Seleção
Sorber foi atleta da Seleção dos EUA entre 1992 e 1998, estando presente em 67 jogos e marcando dois gols. Tendo estreado em janeiro de 1992, contra a Seleção da CEI, que surgira após a dissolução da URSS no ano anterior e que participaria da Eurocopa realizada meses depois.
Foi convocado para a Copa de 1994 e para as Copas América de 1993 e 1995. Chegou a fazer parte da pré-convocação para a Copa de 1998, mas Steve Sampson não convocou Sorbs para disputar o torneio.